# Sonate K. 394
La sonate K. 394 (F.340/K.275) en mi mineur est une œuvre pour clavier du compositeur italien Domenico Scarlatti.

## Présentation
La sonate K. 394, en mi mineur, notée Allegro, forme une paire avec la sonate suivante. Après une ouverture modeste, la sonate recèle un développement d'une rare intensité, comme sa consœur, notamment par « une cascade d'arpèges digne des grands concertos classiques » dès le début de la seconde section.
Brahms, qui possédait une importante collection de manuscrits (un peu plus de 300 sonates), aujourd'hui conservées à la bibliothèque de la Gesellschaft des Musikfreunde de Vienne, avait une admiration particulière pour ce numéro. Une musicienne de ses amies à qui il envoie la partition, Elisabeth von Herzogenberg, lui répond en ces termes : « Comme je vous envie votre Scarlatti s'il y a beaucoup d'autres spécimens aussi excellents ! Comme il est ingénieux avec ses figures arpégées dans le ton inattendu de la majeur (immédiatement après la double barre centrale), la longue modulation sans référence à la pièce elle-même, le soudain rappel du sujet et son prompt retour ! […] ».

## Manuscrits
Le manuscrit principal est le numéro 7 et dernier du volume IX de Venise (1754), copié pour Maria Barbara ; les autres sont Parme XI 7, Münster III 44 et Vienne E 39.

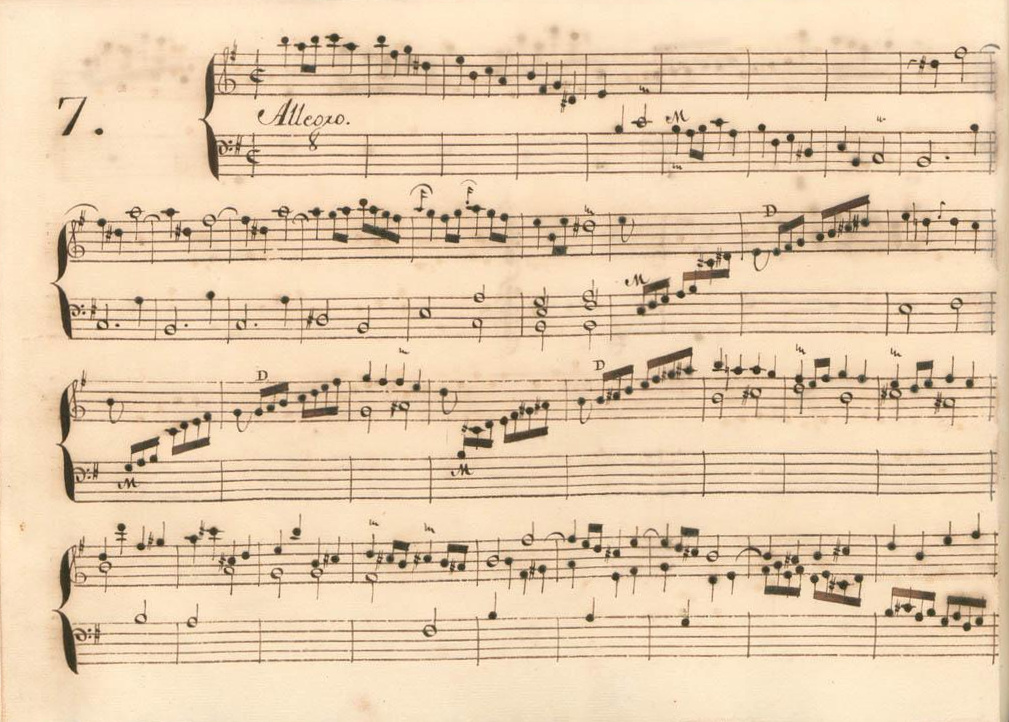
Parme XI 7.

## Interprètes
La sonate K. 394 est défendue au piano notamment par András Schiff (1977, Hungaroton), Fou Ts'ong (1984, Collins/Meridian), Maria Tipo (1987, EMI), Olivier Cavé (2008, Æon), Michelangelo Carbonara (2010, Brilliant Classics), Carlo Grante (2013, Music & Arts, vol. 4), Boris Bloch (2016, Ars Produktion) et Giuseppe Guarrera (Festivaldebüts 2019, Ruhr festival, vol. 38).
Au clavecin, elle est enregistrée par Blandine Verlet (1976, Philips), Scott Ross (1985, Erato), Enrico Baiano (Symphonia), Andreas Staier (1996, Teldec), Sergio Vartolo (1998, Stradivarius, vol. 3), Richard Lester (2003, Nimbus, vol. 3) et Pieter-Jan Belder (Brilliant Classics).
Par ailleurs, Narciso Yepes (1971, DG) et Fábio Zanon l'ont publiée à la guitare ainsi que Mie Miki à l'accordéon (1997, Challenge Classics/Brilliant Classics).

## Sources
: document utilisé comme source pour la rédaction de cet article.
- Ralph Kirkpatrick (trad. de l'anglais par Dennis Collins), Domenico Scarlatti, Paris, Lattès, coll. « Musique et Musiciens », 1982 (1re éd. 1953 (en)), 493 p. (ISBN 978-2-7096-0118-4, OCLC 954954205, BNF 34689181).
- Alain de Chambure, « Domenico Scarlatti : Intégrale des sonates — Scott Ross », Erato (2564-62092-2), 1985 (OCLC 891183737) .